# Parissa
 (août 2024).
Parissâ (en persan: پریسا, de son vrai nom Fâtemeh Vaezi: فاطمه واعظی et au pseudonyme également transcrit Parisā), née en 1950, est considérée comme une des plus belles voix du chant persan classique.

## Carrière
Après de hautes études concernant la littérature persane, elle étudie pendant 16 ans la musique classique persane (Radif) avec le maître Mahmoud Karimi. 
Sur invitation du ministère iranien de la Culture, elle travaille pour la radio-télévision nationale pendant cinq années qui lui vaudront une reconnaissance nationale auprès de l'ensemble des musiciens classiques iraniens. Elle travaille également pour le Centre iranien de préservation et diffusion de la musique, enregistrant alors plusieurs disques, étant alors à l'apogée de son talent. La Révolution iranienne de 1979 la prive de ses fonctions, elle continue néanmoins de parfaire son art en privé auprès de son ancien maître tout en enseignant à de jeunes talents. 
Depuis 1995, vivant à Téhéran, elle parcourt le monde et le pays donnant des concerts, participant à des festivals en collaboration avec Hossein Omoumi. En 2002, elle enregistre un album remarquable avec l’Ensemble Dastan, Shoorideh, qui remportera le Grand Prix du disque de l'Académie Charles-Cros dans la catégorie musiques du monde.